# 岛原武家屋敷街

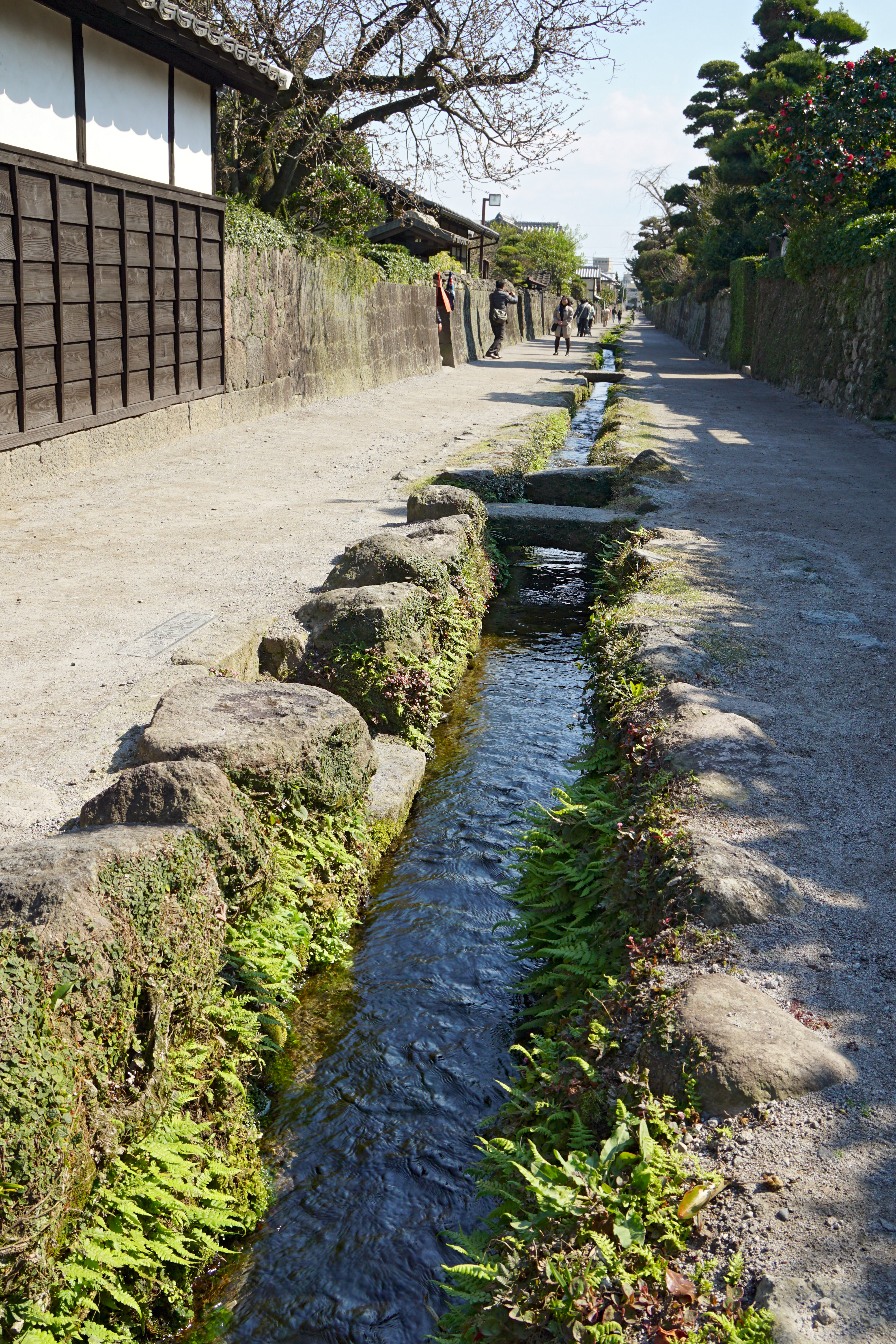
下丁水道

岛原市武家屋敷街（日语：／ Bukeyasikigai），是位于日本长崎县岛原市内的武士家族宅邸的集中地区。从狭义讲，仅指江户时代岛原藩的中下级武士聚居于岛原城外郭西侧的一个区域（旧称“铁炮町”，现名为下丁）。从广义讲，该地区包括上新丁、下新丁、古丁、中丁、下丁、新建、江戸丁等七个地区以及岛原城内的部分地区。又称武家屋敷、武家屋敷通。
松仓重政建造岛原城期间（1618年 - 1624年），同时建造了下丁・中丁・古丁等地区，此后松平忠房又在17世纪后半期建造了上新丁・下新丁・新建等地。幕府末期，又新建了江戸丁。到明治维新前，上述7个街区中间建造了一条水道。目前仍能在下丁看到约406米的旧时街道的遗迹。
在下丁除了水道之外，街道两边都有连续的石墙遗迹明治初年建造的三座武家府邸。上述建筑在昭和52年（1977年）被指定为当地保护古建筑（武家屋敷街道保存地区），并在平成15年度（2003年）以「岛原武家屋敷街地区」的名称获得都市景观大奖的“美丽街区奖”。

## 相关建筑及设施
- 山本邸 - 明治元年竣工
- 篠塚邸 -
- 鸟田邸 -
- 水神祠 - 1624年竣工
- 神习处遗迹（上新丁） - 万延元年（1861年）丸山作乐创立的私塾。
- 时钟楼（江户丁、现在的城内1丁目） - 向城下町报时的钟楼。松平忠房于延宝3年（1675年）设立，在昭和55年（1980年）复建。
- さかきばら郷土史料館（中丁）
- 古丁水源
- 御用御清水

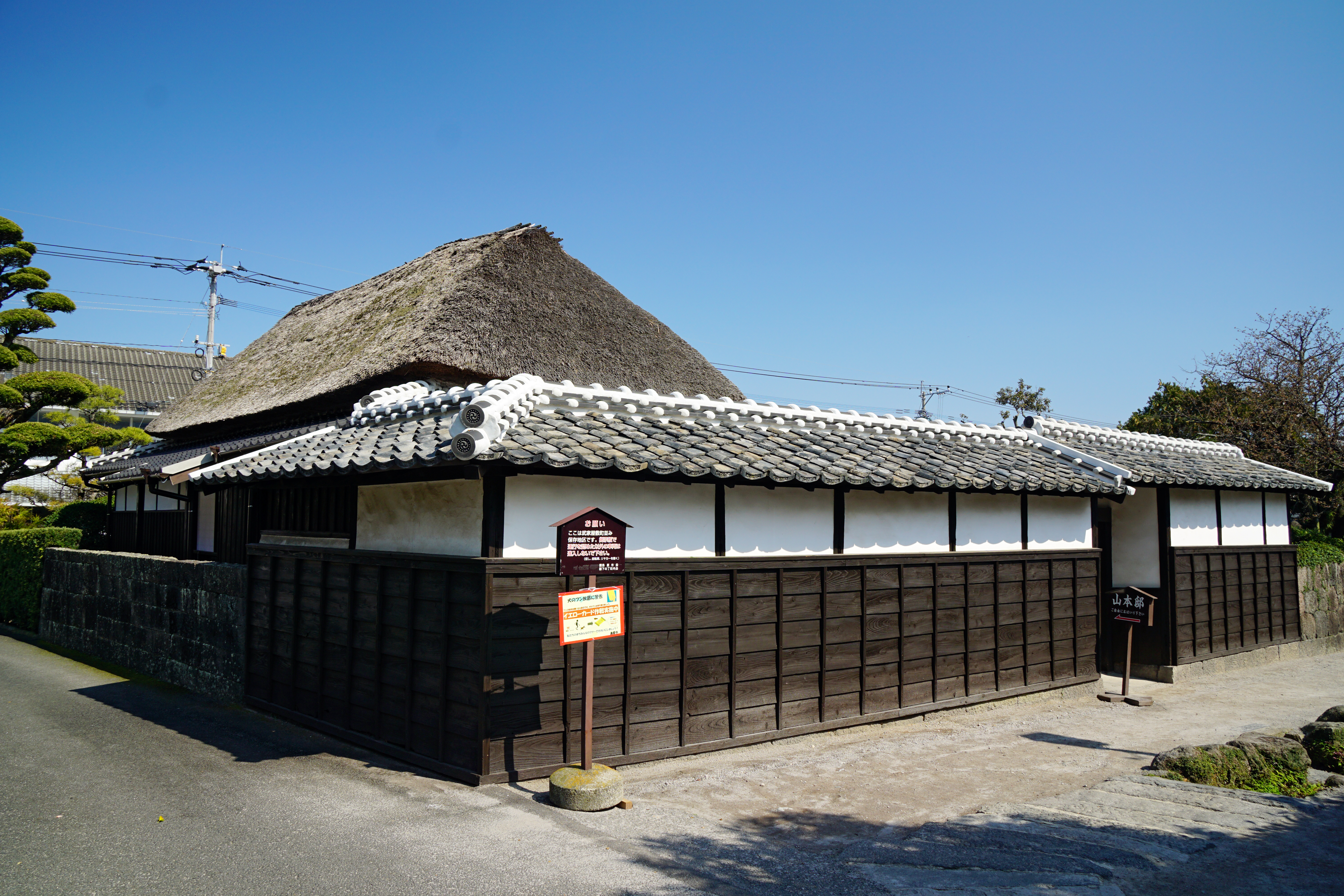
山本邸
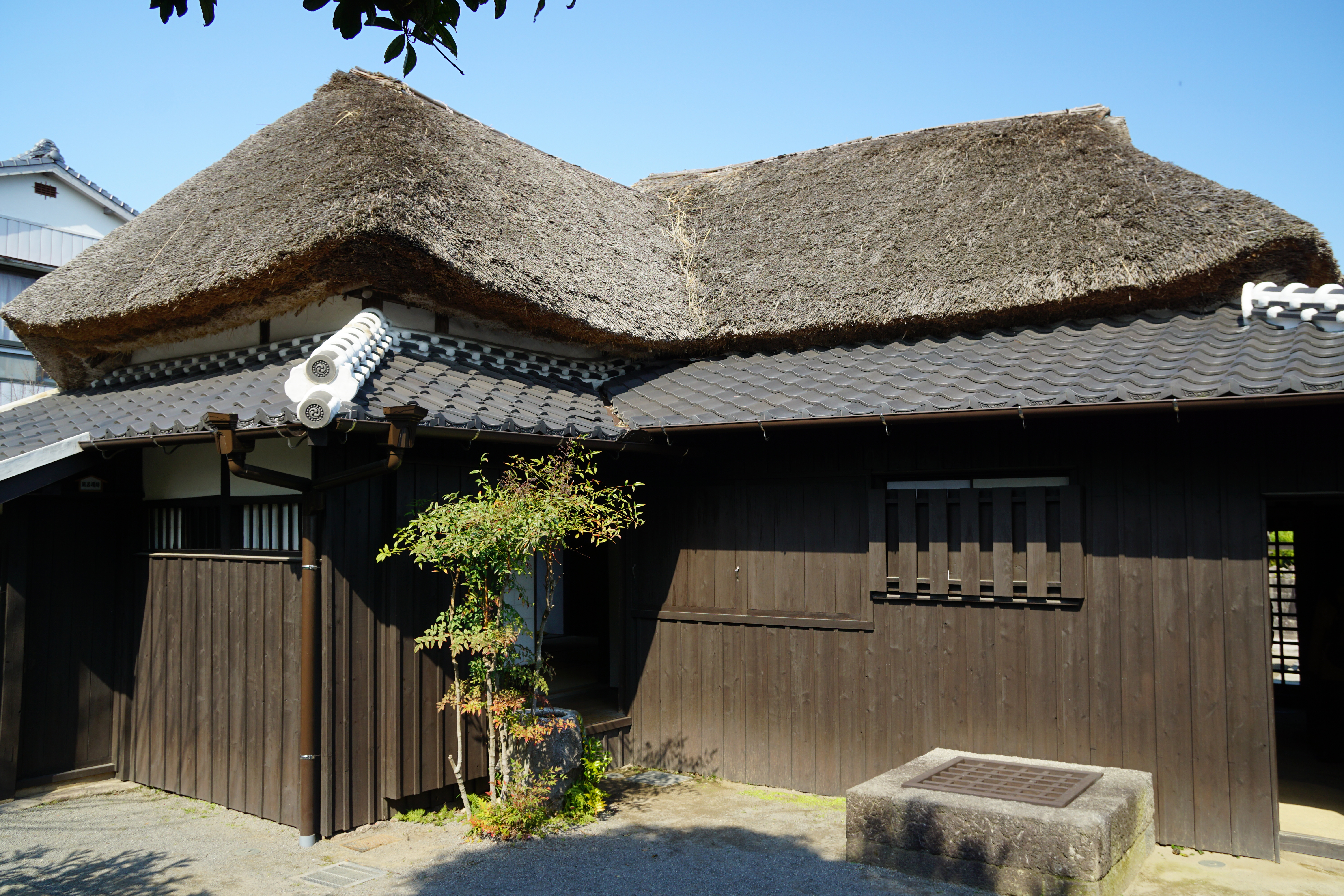
篠塚邸
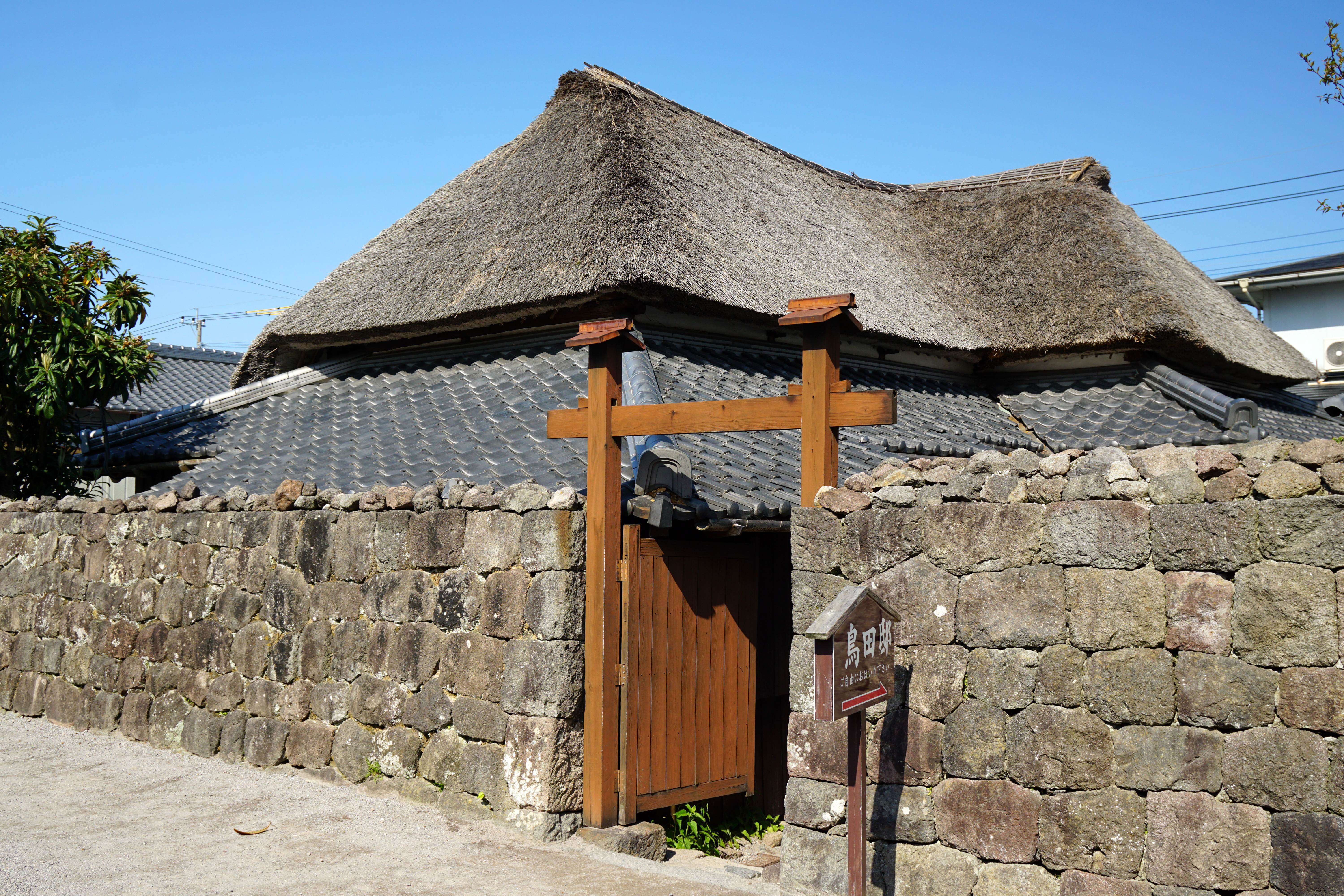
鳥田邸
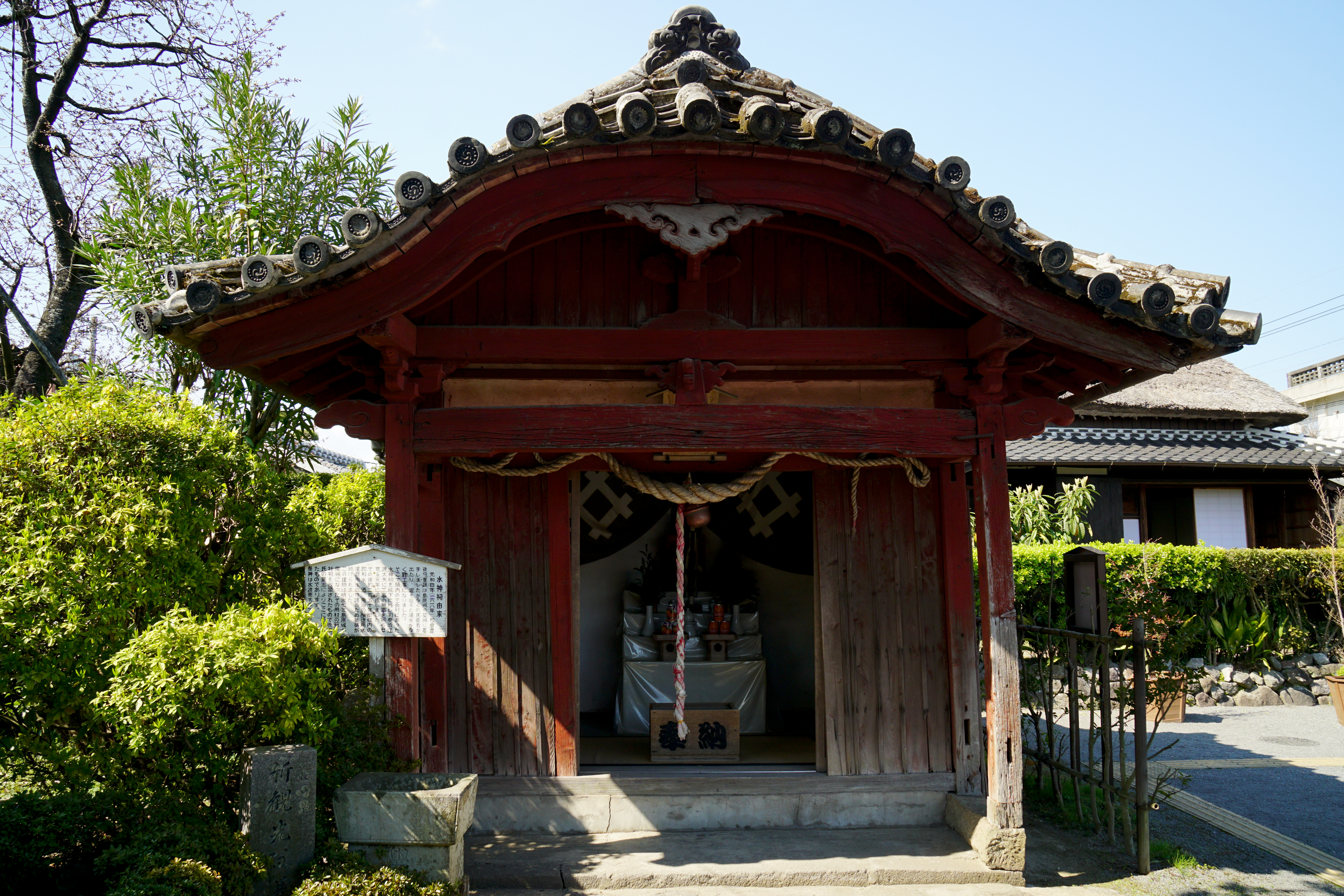
水神祠

## 利用信息
- 武家屋敷（山本邸、篠塚邸、鸟田邸）的开放时间为9:00～17:00。年末年初不开放。

## 交通
- 岛原铁道 岛原站 徒歩10分

## 周边设施
- 长崎县立岛原高等学校
- 长崎县立岛原商业高等学校
- 岛原市立第一中学校
- 岛原市立第一小学校
- 岛原市立岛原图书馆

## 关联项目
- 岛原涌水群
- 武家屋敷
- まぼろしの邪馬台国 - 在该街区取景拍摄的电影。

## 脚注
1. ↑  島原武家屋敷介绍  長崎县官方网页（2022年5月8日閲覧）
2. ↑  島原武家屋敷通り  長崎県HP （页面存档备份，存于）（2017年5月28日閲覧）